# Alpár-bokrosi tisza-ártéri öblözet
Alpár-bokrosi tisza-ártéri öblözet este o arie protejată (arie de protecție specială avifaunistică — SPA) din Ungaria întinsă pe o suprafață de 5.026,95 ha, integral pe uscat.

## Localizare
Centrul sitului Alpár-bokrosi tisza-ártéri öblözet este situat la coordonatele 46°49′02″N 20°02′02″E / 46.8172°N 20.0339°E.

## Înființare
Situl Alpár-bokrosi tisza-ártéri öblözet a fost declarat arie de protecție specială avifaunistică în mai 2004 pentru a proteja 43 de specii de animale.

## Biodiversitate
Situată în ecoregiunea panonică, aria protejată nu include niciun habitat protejat.
La baza desemnării sitului se află mai multe specii protejate de  păsări (43): pescăruș albastru (Alcedo atthis), gâscă cenușie (Anser anser), acvilă de câmp (Aquila heliaca), stârc roșu (Ardea purpurea), stârc galben (Ardeola ralloides), rață-cu-cap-castaniu (Aythya ferina), rață roșie (Aythya nyroca), buhai de baltă (Botaurus stellaris), chirighiță-cu-obraz-alb (Chlidonias hybridus), barză albă (Ciconia ciconia), barză neagră (Ciconia nigra), erete de stuf (Circus aeruginosus), erete vânăt (Circus cyaneus), dumbrăveancă (Coracias garrulus), cristeiul de câmp (Crex crex), ciocănitoarea de stejar (Dendrocopos medius), ciocănitoare de grădină (Dendrocopos syriacus), ciocănitoare neagră (Dryocopus martius), egretă albă (Egretta alba), egretă mică (Egretta garzetta), șoim dunărean (Falco cherrug), muscar-gulerat (Ficedula albicollis), codalb (Haliaeetus albicilla), piciorong (Himantopus himantopus), stârc pitic (Ixobrychus minutus), sfrâncioc roșiatic (Lanius collurio), sfrânciocul cu frunte neagră (Lanius minor), gaia neagră (Milvus migrans), stârc de noapte (Nycticorax nycticorax), vultur pescar (Pandion haliaetus), cormoran mic (Phalacrocorax pygmeus), ciocănitoare verzuie (Picus canus), lopătar (Platalea leucorodia), corcodel-cu-gât-roșu (Podiceps grisegena), corcodel-cu-gât-negru (Podiceps nigricollis), cresteț cenușiu (Porzana parva), cresteț pestriț (Porzana porzana), cristei de baltă (Rallus aquaticus), pițigoi-pungar (Remiz pendulinus), chiră de baltă (Sterna hirundo), silvie porumbacă (Sylvia nisoria), corcodel mic (Tachybaptus ruficollis), fluierarul cu picioare roșii (Tringa totanus).
Pe lângă speciile protejate, pe teritoriul sitului au mai fost identificate 7 specii de amfibieni, 8 specii de mamifere, 26 de specii de nevertebrate, 3 specii de reptile.